# Hervé
För andra betydelser, se Hervé (olika betydelser).
Hervé, egentligen Louis Auguste Florimond Ronger, född 30 juni 1825 i Houdain nära Arras, död 4 november 1892 i Paris, var en fransk kompositör, sångare och dirigent.
Han började sin bana som organist i Paris, och uppträdde 1848 som sångare i sitt eget intermezzo, Don Quichotte et Sancho Pansa. 
1851 blev han kapellmästare vid Théâtre du Palais-Royal, och mellan 1853 och 1856 var han chef för den lilla teatern Folies concertantes vid Boulevard du Temple. Här införde han den diminutivgenre av dramatisk komposition med sarkastisk, burlesk eller frivol tendens som blev fröet till den sedermera så ryktbara Offenbachsoperetten. 
Senare uppträdde Hervé i Marseille, Montpellier, Kairo och annorstädes samt ledde i London åren 1870–1871 konserter à la Strauss.
Hervé skrev över 120 operetter, till vilka han själv ofta författade texten, bland dem kan nämnas Le Joueur de flûte (1864; "Flöjtblåsaren"), Les Chevaliers de la Table ronde (1866; "Riddarna av runda bordet"), L'Œil crevé (1867), Chilpéric (1868), Le Petit Faust (1869; "Lille Faust"), Les Turcs (1869; "Turkarna"), La Veuve du Malabar (1873; "Änkan från Malabar"), Lili (1882; "Lili"), Mam’zelle Nitouche (1883; "Lilla helgonet") och La Cosaque (1884; "Kosackflickan").